# Échappée (hockey sur glace)
Pour les articles homonymes, voir Échappée.
 (mars 2025).
Si vous disposez d'ouvrages ou d'articles de référence ou si vous connaissez des sites web de qualité traitant du thème abordé ici, merci de compléter l'article en donnant les références utiles à sa vérifiabilité et en les liant à la section « Notes et références ».

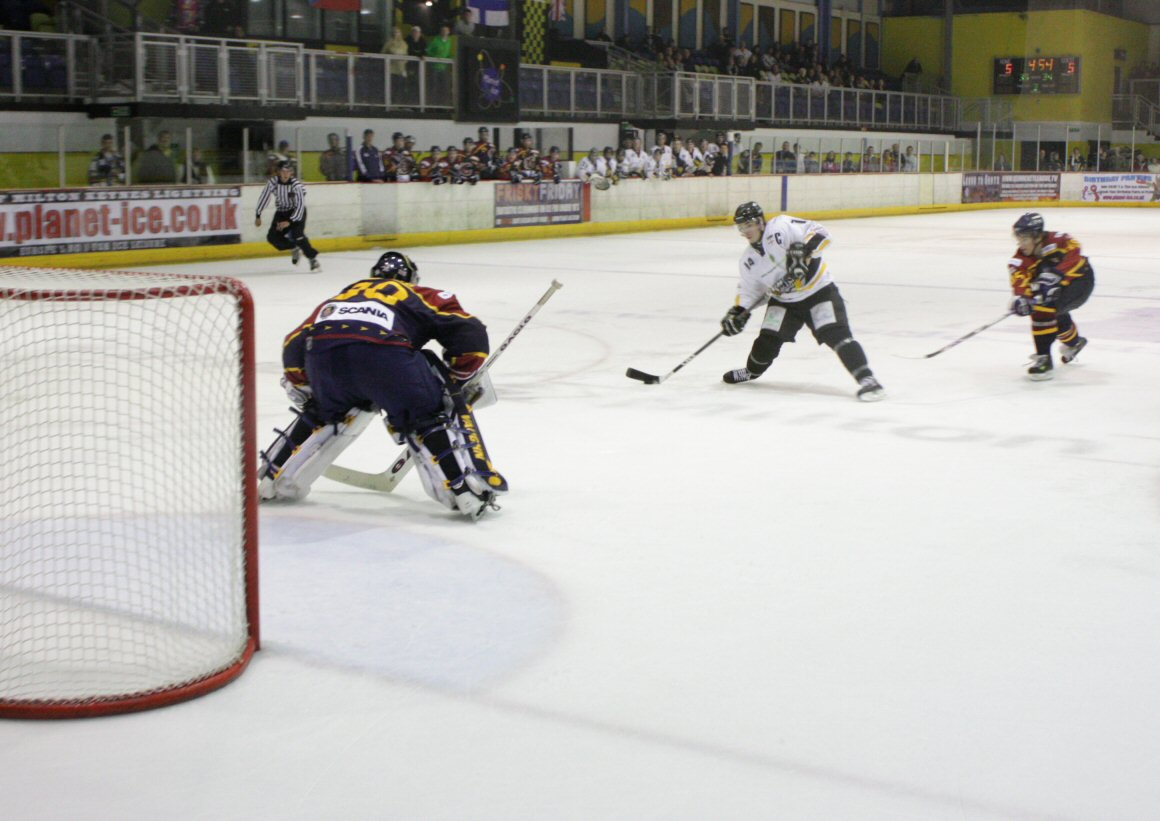
Échappée.

Une échappée (breakaway en anglais) est une situation de jeu du hockey sur glace.
On parle d'échappée quand un joueur d'une équipe se retrouve tout seul face au gardien de but avec le palet. Il est ainsi libre de patiner autant qu'il le souhaite et de déclencher son tir quand il le veut (excepté dans les échappées où les défenseurs sont proches, et où le joueur ne dispose pas de beaucoup de temps).
Une échappée signifie pour l'équipe qui défend que l'attaquant adverse a su profiter d'un trou dans l'organisation défensive.
Si un joueur adverse accroche de manière trop importante le joueur en échappée ou si le gardien jette sa crosse vers ce même joueur afin de le gêner, l'arbitre peut décider d'accorder un tir de fusillade.

## Option du joueur de champ
Il pourra soit avancer le plus possible en essayant de faire sortir le gardien de son but afin de le dribbler ou encore tirer dans le palet dès qu'il voit une ouverture se présenter.
Les meilleurs joueurs préféreront aller tenter de feinter le gardien de but afin de marquer le but. D'autres essaieront de compromettre le gardien — par exemple faire une feinte de lancer frappé pour que le gardien se mette en style « papillon » (à genoux) — pour ensuite bénéficier d'une meilleure chance de lancer la rondelle dans la lucarne.

## Option du gardien
La première possibilité du gardien est de tenter de dégager le palet avec sa crosse. Il peut également tenter de mettre son corps en opposition en avançant vers le joueur afin de l'inciter à tirer de loin.
Une autre possibilité pour lui est d'avancer de quelques mètres devant son enclâve afin de masquer tout le but, puis de reculer à mesure que l'adversaire vient vers lui.